# A Pobra de Trives
A Pobra de Trives és un municipi de la província d'Ourense a Galícia. Pertany a la comarca d'A Terra de Trives.
| 5.446 | 5.713 | 5.305 | 2.721 | 2.664 |
| Fonts: INE i IGE (Els criteris de registre censal variaren i les dades de l'INE i de l'IGE poden no coincidir.) |       |       |       |       |

## Geografia
Se situa en els contraforts occidentals de la Serra de Queixa, que superen els 1.500 m (Cabeza dos Bois, amb 1.707 msnm, As Chairas de Maceda amb 1.685 msnm, i Cabeza de Manzaneda amb 1.770 msnm; el punt més alt de Galícia. El terreny baixa cap a l'oest i cap a les riberes del riu Bibei, formant valls estretes i encaixats amb grans desnivells. El Bibei és l'afluent més important del Sil. Neix en la Serra da Segundeira, en el municipi zamorà de Puebla de Sanabria a 1.840 m d'altitud i constituïx gairebé tot el límit nord de l'ajuntament. Des del seu marge esquerre hi desemboquen el riu Navea i el San Lázaro, el Cabalar i el Fiscaíño, que ho fan en forma de cascades. En les parts altes predomina un clima de muntanya i en les valls és gairebé mediterrani. Els hiverns són durs i llargs (9 °C) i els estius tebis (15 °C al juliol). Les precipitacions augmenten amb l'altura i van dels 874 mm del profund de la vall als gairebé 2.000 mm de les muntanyes.

## Parròquies
- Barrio (San Xoán)
- O Castro (San Nicolao)
- Cotarós (Santiago)
- Cova (Santa María)
- A Encomenda (Santo Antonio)
- Mendoia (Nosa Sra. da Concepción)
- Navea (San Miguel)
- Pareisás (Santo Antonio)
- Pena Folenche (Santa María)
- Pena Petada (Santo Estevo)
- Piñeiro (San Sebastián)
- A Pobra de Trives (Sto. Cristo da Misericordia)
- San Lourenzo de Trives (San Lourenzo)
- San Mamede de Trives (San Mamede)
- Sobrado (San Salvador)
- Somoza (San Miguel)
- Trives (Santa María)
- Vilanova (Santa María)
- Xunqueira (San Pedro)

## Història
Hi existeixen restes de castres, la majoria romanitzats: A Civida, O Castro, O Castelo, As Cigadoñas, etc. Els pobladors eren els tiburos, la capital dels quals es deia Nemetóbriga i que pot correspondre a Trives Vell o Ponte Navea. La Via XVIII de l'Itinerari d'Antoní (de Bracara Augusta fins a Asturica Augusta), coneguda com a Via Nova, obstaculitza pel Ponte Navea, travessava Trives Vell, Pont Caval·lar, Mendodja, i sortia del municipi pel pont sobre el riu Bibei, construït en època de l'emperador Trajà.
Al començament de l'edat mitjana, la majoria de les terres pertanyien al Comte de Lemos. En aquesta altura, es van construir diversos eremitoris i cenobis, com el benedictí de San Salvador de Sobrado de Trives, situat en la localitat homònima.

## Turisme
Alberga, juntament amb el municipi de Manzaneda, l'estació d'esquí de Manzaneda, l'única de Galícia.